# 亚尔曼·翁兰
亚尔曼·翁兰（Yalman Onaran，1969年2月24日—）是一位出生于土耳其的美国金融记者。他目前是彭博新闻社的高级金融作家，专注于全球和国家银行业务，翁兰报道全球银行业、监管和金融政治，撰写有关全球银行问题的专题文章，将欧洲银行的问题与美国同行的问题进行比较，并分析新银行法规的有效性。

## 生活和事业
翁兰出生于伊斯坦布尔，1987年移居美国，就读于伍斯特学院，1991年毕业Onaran在哥伦比亚大学新闻研究生院和哥伦比亚大学国际与公共事务学院获得了研究生学位。
翁兰在成为美联社的全职记者之前在学校任教，并于1995年搬回土耳其安卡拉报道战争和政治。翁兰发现自己先是报道战区，然后转而从事金融新闻。开设了该公司的伊斯坦布尔分局。翁兰自1998年以来一直在彭博新闻社工作，担任各种职务，包括伊斯坦布尔分局局长和杂志作家。翁兰于2006年搬回纽约市，在2008年金融危机期间，他在那里报道了雷曼兄弟和贝尔斯登。
2013年，他出版了一本关于僵尸银行的书《僵尸银行：破碎的银行和债务人国家如何使全球经济陷入困境》。

## 出版物
- 僵尸银行：破碎的银行和债务国如何使全球经济崩溃（纽约，威利，2011年）。[6]
- “美国银行监管机构比巴塞尔大，寻求更严厉的资本规则”，《商业周刊》（2013年7月11日）[7]
- “美国银行资产负债表可能隐藏风险”《商业周刊》（2013年2月21日）[8]

翁兰的作品也发表在《纽约时报》、《华盛顿邮报》、《芝加哥论坛报》、《法兰克福汇报》和世界各地的许多其他出版物上。

## 个人生活
Onaran已婚，有一个儿子，是一名狂热的潜水员和滑冰运动员。他会说和读英语、土耳其语、德语、俄语、意大利语和西班牙语。